# Taimyrgolf
Der Taimyrgolf ist ein Meeresgolf nördlich der im äußersten Norden Sibiriens gelegenen Taimyr-Halbinsel in Russland (Asien). 
Er befindet sich ungefähr 1.100 km nördlich des Nördlichen Polarkreises im östlichen Teil der Karasee, die ein Teil des Nordpolarmeers darstellt. Er breitet sich zwischen dem Nordenskiöld-Archipel im Westen und der kaum besiedelten Taimyr-Halbinsel im Süden und Osten aus. Durchschnittlich 400 km nördlich des Golfs befindet sich die Inselgruppe Sewernaja Semlja. 
In den Taimyrgolf mündet insbesondere der Fluss Taimyra.